# Пашковское сельское поселение (Еврейская автономная область)
Пашковское се́льское поселе́ние — муниципальное образование в Облученском районе Еврейской автономной области Российской Федерации.
Административный центр — село Пашково.

## История
Статус и границы сельского поселения установлены Законом Еврейской автономной области от 26 ноября 2003 года № 229-ОЗ «О статусе и границе Облученского муниципального района»

## Население
| 2010  | 2011  | 2012  | 2013  | 2014  | 2015  | 2016  |
| ----- | ----- | ----- | ----- | ----- | ----- | ----- |
| 812   | ↘806  | ↘764  | ↗766  | ↗1296 | ↘1271 | ↘1260 |
| 2017  | 2018  | 2019  | 2020  | 2021  | 2023  |       |
| ↘1247 | ↘1245 | ↘1237 | ↘1220 | ↘659  | ↘638  |       |

## Состав сельского поселения
| № | Населённый пункт | Тип населённого пункта       | Население |
| - | ---------------- | ---------------------------- | --------- |
| 1 | Башурово         | село                         | ↘164      |
| 2 | Заречное         | село                         | ↘144      |
| 3 | Пашково          | село, административный центр | ↘668      |
| 4 | Радде            | село                         | ↘429      |